# Dals Långed
Dals Långed è un'area urbana della Svezia situata nel comune di Bengtsfors, contea di Västra Götaland.
La popolazione rilevata nel censimento 2010 era di 1 520 abitanti .